# Гуляйполе (Кам'янський район)
Гуляйпо́ле — село в Україні, у Затишнянській сільській громаді Кам'янського району Дніпропетровської області. 
Колишній центр Гуляйпільської сільської ради. Населення — 1 177 мешканців.

## Географія
Село Гуляйполе знаходиться на березі річки Базавлук, вище за течією на відстані 1,5 км розташоване село Удачне, нижче за течією на відстані 3 км розташовані села Березине і Бузулуки. По селу протікають пересихаючі струмки з загатами. Через село проходить автомобільна дорога Т 0432.

## Історія
Поселення на місці сучасного Гуляйполя було засноване 1781 року власником тутешніх земель, чиновником Катеринославського намісництва Федором Корбе.
Згодом селом володіла родина Лаппо-Данилевських. З їхнього роду походив відомий історик Олександр Лаппо-Данилевський.
У другій половині XIX століття землі у Гуляйполі викупив катеринославський купець Давид Пчолкін. Господарське приміщення його маєтку, збудоване 1892 року, збереглося дотепер і є архітектурною пам'яткою села.
За даними на 1859 рік у власницькому селі Верхньодніпровського повіту Катеринославської губернії налічувалось 30 дворових господарств, у яких мешкало 277 осіб (136 чоловічої статі та 141 — жіночої), існували православна церква, лавка та завод, відбувалость 5 ярмарків та базари .
1886 року в селі, центрі Гуляйпільської волості, мешкало 249 осіб, налічувалось 57 дворів, була церква та лавка, відбувалось 5 ярмарків на рік та базар по неділях.
За переписом 1897 року кількість мешканців зросла до 522 осіб (264 чоловічої статі та 258 — жіночої), з яких 514 — православної віри.
Станом на 1908 рік населення зросло до 610 осіб (313 чоловічої статі та 297 — жіночої), 108 дворових господарств:
В часи радянської влади у селі були розміщені центральні садиби колгоспу імені Карла Маркса і птахофабрики «Українська».
У 30-х роках ХХ століття тут працював кінський завод РККА під керівництвом Жана Карловича Сіліндріка.
1 липня 2025 року під час ракетного удару військами збройних сил російської федерації загинуло 12 мирних жителів: Олефір Анастасія, Стародуб Олександр, Яременко Вероніка, Лука Інна, Перепятенко Олена, Собко Тетяна, Пасічник Галина, Красюк Олександр, Тельпуховський Анатолій, Волошиненко Олена, Мішура Олег, Кілеса Віталій. Чотири дитини втратили когось із своїх батьків. Повністю зруйновано сільський будинок культури, два магазини, дитяча площадка. Зазанали значних пошкоджень житлові будинки, два кафе, та продовольчий магазин. Війна забирає накращих...

## Населення

### Мова
Розподіл населення за рідною мовою за даними перепису 2001 року:
| Мова            | Кількість | Відсоток |
| --------------- | --------- | -------- |
| українська      | 1112      | 94.48%   |
| російська       | 56        | 4.76%    |
| румунська       | 3         | 0.25%    |
| білоруська      | 2         | 0.17%    |
| інші/не вказали | 4         | 0.34%    |
| Усього          | 1177      | 100%     |

## Економіка
- «Український», ДП.
- «Надія», ТОВ.
- «Південне», ТОВ.

## Об'єкти соціальної сфери
- Школа.
- Дитячий садочок.
- Будинок культури.
- Лікарня.

## Відомі особистості
В поселенні народився:
- Іванько Лаврентій Порфирович (1904-2001) — український землероб, Герой Соціалістичної Праці.